# Lorraine-Dietrich Type GF 4

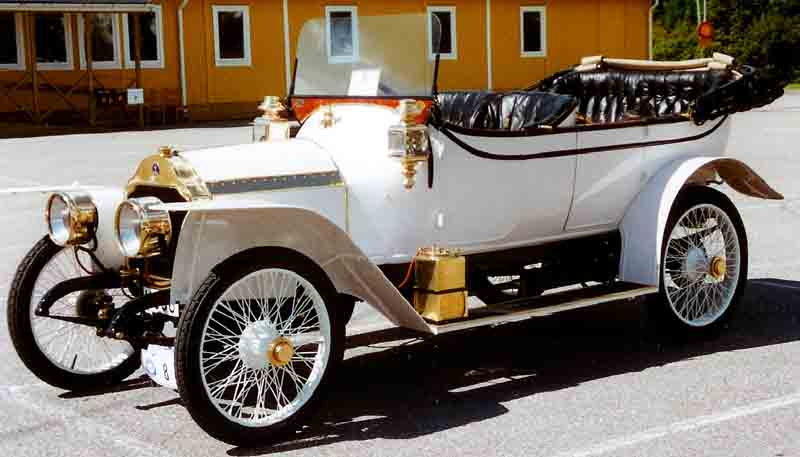
Lorraine-Dietrich Type GF 4

Der Lorraine-Dietrich Type GF 4 ist eine Baureihe von Pkw-Modellen der 1910er Jahre. Dazu gehören Type FGF 4, Type RGF 4 und Type FRGF 4. Hersteller war Lorraine-Dietrich in Frankreich.

## Beschreibung
Der nationalen Zulassungsbehörde war das erste Fahrzeug am 4. Juni 1909 präsentiert worden. Die Baureihe stand von 1910 bis 1913 im Sortiment. Nachfolger wurde der Type HF 4.
Der Motor entstand nach einer Lizenz von Turcat-Méry. Er ist ein Vierzylinder-Reihenmotor, erstmals bei diesem Hersteller in Monoblockbauweise. Er ist als L-Kopf-Motor mit SV-Ventilsteuerung ausgeführt. 75 mm Bohrung und 120 mm Hub ergeben 2121 cm³ Hubraum. Der Motor war damals in Frankreich steuerlich mit 12 CV eingestuft.
Der Motor ist vorn längs im Fahrgestell eingebaut. Er treibt über ein Dreiganggetriebe und eine Kardanwelle die Hinterachse an. Die Bremse wirkt zeittypisch nur auf die Hinterräder.
Alle Modelle haben einheitlich 1360 mm Spurweite. Beim Radstand gibt es Unterschiede. Beim Type FGF 4 betrug er im ersten Jahr 2840 mm, danach 2837 mm. Beim Type RGF 4, den es nur 1910 gab, ist er mit 2325 mm am kürzesten. Darauf folgte 1911 der Type FRGF 4 mit 2837 mm.
Bekannt sind die Karosseriebauformen viertüriger Torpedo und Doppelphaeton.